# USS S. P. Lee (DD-310)
USS S. P. Lee (DD-310) là một tàu khu trục lớp Clemson được Hải quân Hoa Kỳ chế tạo vào cuối Chiến tranh Thế giới thứ nhất. Nó là chiếc tàu chiến đầu tiên của Hải quân Hoa Kỳ được đặt theo tên Chuẩn đô đốc Samuel Phillips Lee (1812-1897), người phục vụ trong Chiến tranh Mexico-Hoa Kỳ và Nội chiến Hoa Kỳ. S. P. Lee bị mất do va phải đá ngầm trong vụ Thảm họa Honda Point ngoài khơi bờ biển California năm 1923.

## Thiết kế và chế tạo
S. P. Lee được đặt lườn vào ngày 31 tháng 12 năm 1918 tại xưởng tàu Union Iron Works của hãng Bethlehem Shipbuilding Corporation ở San Francisco, California. Nó được hạ thủy vào ngày 22 tháng 4 năm 1919, được đỡ đầu bởi bà Thomas J. Wyche; và được đưa ra hoạt động vào ngày 30 tháng 10 năm 1920 dưới quyền chỉ huy của Hạm trưởng, Trung tá Hải quân G. T. Swosey, Jr..

## Lịch sử hoạt động
Được phân về Đội Khu trục Dự bị trực thuộc Hạm đội Thái Bình Dương, S. P. Lee trải qua phần lớn thời gian trong hai năm hoạt động đầu tiên tại khu vực San Diego, California với một biên chế thủy thủ đoàn giảm thiểu. Nó lên đường vào ngày 6 tháng 2 năm 1923 trong thành phần Hải đội Khu trục 11 để tham gia các hoạt động hạm đội phối hợp tại vùng kênh đào Panama. Đi đến Balboa vào ngày 26 tháng 2 sau khi thực tập trên đường đi, chiếc tàu khu trục tham gia các cuộc cơ động chiến thuật va chiến lược cho đến cuối tháng 3, và quay trở về San Diego vào ngày 11 tháng 4. Từ ngày 25 tháng 6 đến ngày 30 tháng 8, nó cùng Hải đội Khu trục 11 đi đến bờ biển Washington, ghé qua Tacoma, Port Angeles và Seattle, và đã phục vụ hộ tống cho Tổng thống Warren G. Harding trên chiếc Henderson trong chuyến đi đến Seattle vào ngày 27 tháng 7. Sau đó nó tham gia cuộc thực tập cơ động hải đội cùng với Đội thiết giáp 3 cho đến cuối tháng 8, và đi vào cảng San Francisco vào ngày 31 tháng 8.
S. P. Lee lên đường quay về cảng nhà của nó lúc 08 giờ 30 phút ngày 8 tháng 9, cùng với hầu hết tàu chiến của Hải đội Khu trục 11 do Đại tá Hải quân E. H. Watson dẫn đầu trên soái hạm Delphy. Di chuyển với tốc độ cao dọc theo bờ biển Thái Bình Dương, hải đội đã chuyển hướng 95° lúc 21 giờ 00 do sai lầm của hoa tiêu dẫn đường cho rằng đã đi đến lối tiếp cận eo biển Santa Barbara. Lúc 21 giờ 05 phút, trong hoàn cảnh thời tiết sương mù dày đặc, Delphy va phải đá ngầm ngoài khơi Point Pedernales, vốn được các thủy thủ gọi là Honda Point hay Devil's Jaw (Hàm tử thần). Cho dù đã có tín hiệu cảnh báo từ soái hạm, hình dạng bờ biển bị che khuất không được các tàu đi tiếp theo sau nhận diện, và trong sự hoang mang sau đó, sáu tàu khu trục khác bao gồm S. P. Lee bị mắc cạn trong sự cố được đặt tên Thảm họa Honda Point.

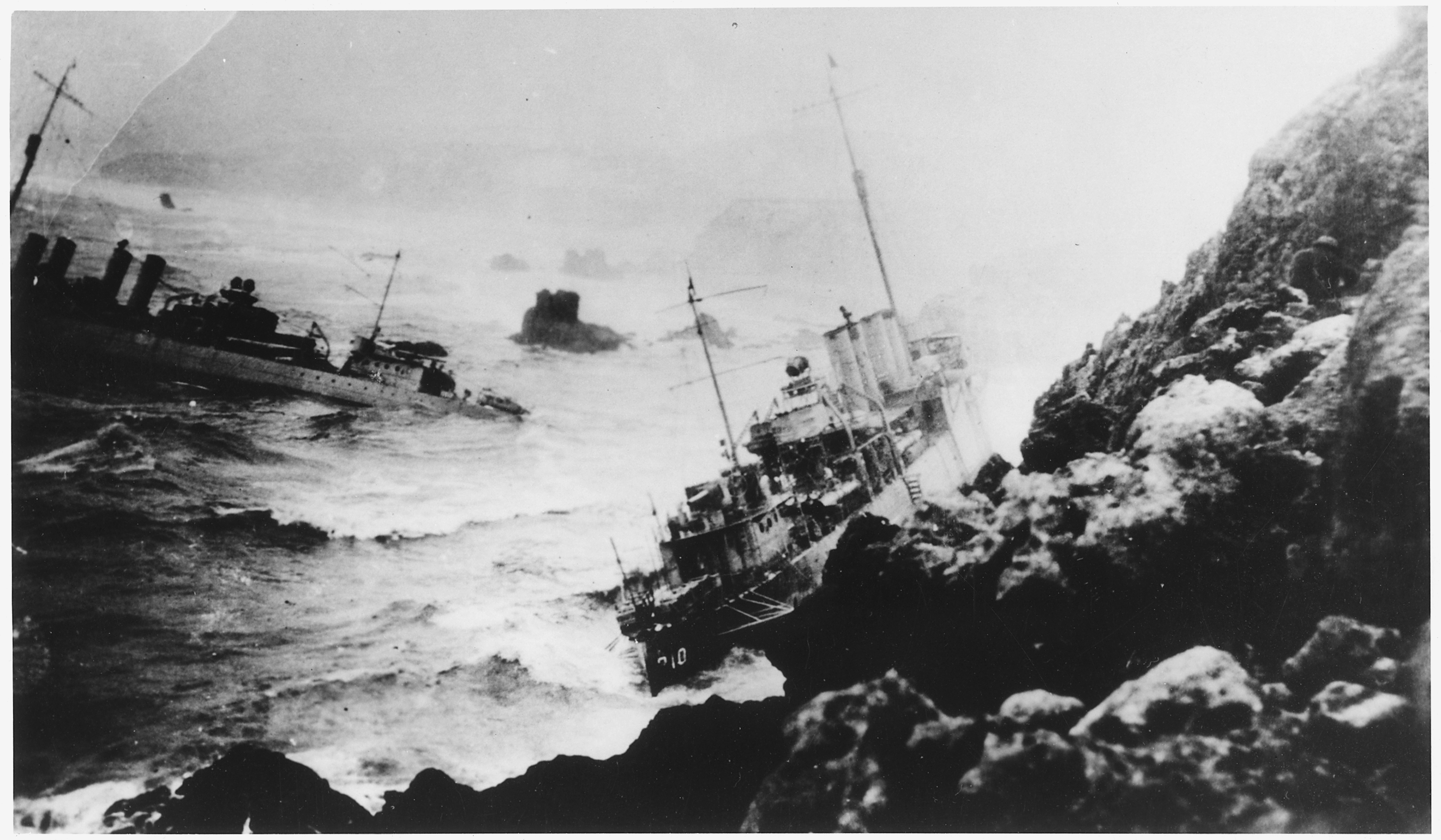
USS S. P. Lee (bên phải) mắc cạn tại Honda Point.

Các nỗ lực dũng cảm nhằm cứu con tàu tỏ ra không hiệu quả, và S. P. Lee bị bỏ lại vào ngày hôm sau và được xem như tổn thất toàn bộ. Nó cùng các tàu chị em mắc tai nạn được cho rút khỏi danh sách Đăng bạ Hải quân vào ngày 20 tháng 11. Xác tàu đắm được bán vào ngày 19 tháng 10 năm 1925 cho Robert J. Smith ở Oakland, California. Ông tháo dỡ được một số thiết bị của các tàu khu trục nhưng không thể trục vớt chúng.